# Portalàmpades

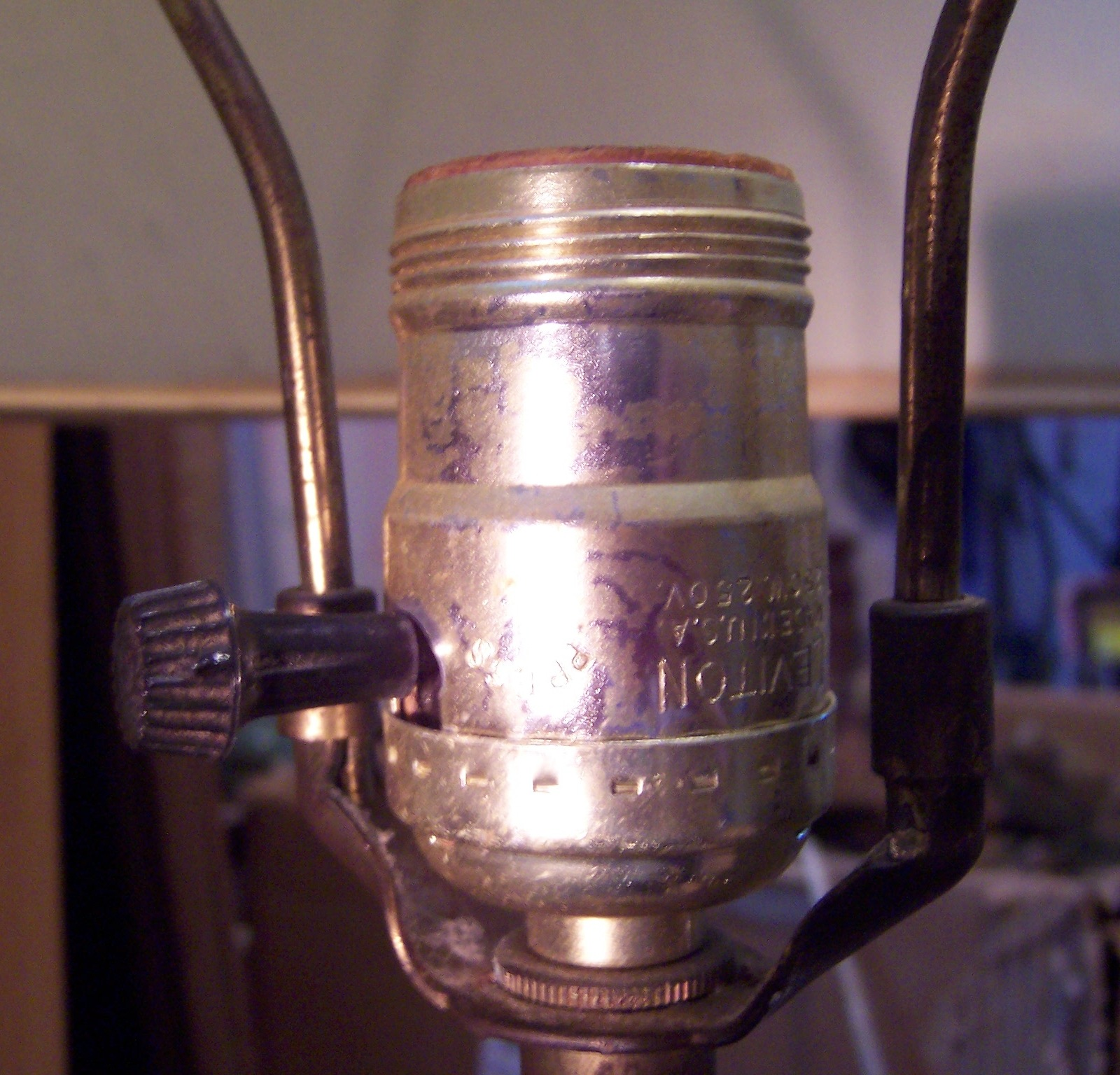
Portalàmpades Leviton de llautó

Un portalàmpades és un dispositiu per a sostenir les làmpades o bombetes  elèctriques. És un dispositiu que suporta mecànicament i proporciona connexions elèctriques per una làmpada compatible. Els portalàmpades permeten que els làmpades es reemplacin de manera segura i convenient. Hi ha moltes normes diferents per als portalàmpades, incloses les normes  primitives de facto  i les normes posteriors creades per diversos organismes de normalització. Molts dels estàndards posteriors s'ajusten a un sistema de codificació general en què un tipus de sòcol es designa mitjançant una lletra o abreviatura seguida d'un nombre. 
El tipus més comú de preses de corrent per agafar l'electricitat de la xarxa són els de rosca Edison, utilitzats a Europa continental i Amèrica de Nord, mentre que els suports de baioneta dominen en els països de la Commonwealth, excepte Canadà, i en la indústria de automoció. Els làmpades fluorescents normalment utilitzen un sòcol de dos pins sense rosca.

## Història
Les primeres làmpades incandescents experimentals empraven cables que havien de ser connectats a terminals de cargol, però això era inconvenient per a ús comercial. L'organització Edison va utilitzar simples recipients de fusta amb tires internes de coure per a les làmpades del vaixell de vapor comercial  SS Columbia,  el primer vaixell a usar bombetes elèctriques. Aquests endolls incloïen interruptors, però requerien que les bombetes es muntaran en posició vertical.
L'organització Edison va desenvolupar una base amb rosca en 1880 que inicialment estava feta de fusta, però més tard es va fer de guix de París. Molts dissenys competitius de làmpades i endolls van aparèixer en els primers temps de la il·luminació incandescent, que sovint eren incompatibles amb altres dissenys.

## Disseny
Els portalàmpades destinats a les bombetes so làmpades elèctrics d'incandescència tenen diverses formes, però les més emprades són les de rosca Edison i baioneta i cal distingir les que tenen interruptor en el cos del portalàmpades de les que no en tenen. En general, es componen d'un envoltant tubular, tancada per un casquet esfèric a la part inferior, casquet que és travessat pels conductors aïllats que condueixen el corrent. Aquests acaben en sengles endolls o contactes i es mantenen subjectes amb dos cargolets. Aquests contactes estan aïllats entre si, i un d'ells està unit a el límit central, destinat a servir de tal a el fons del llum que es connecta al portalàmpades. L'altre va, o a la rosca Edison interna o a una virolla, que donarà contacte a el coll de la làmpada. La rosca o la virolla estan aïllades de el cos del portalàmpades per la interposició d'un anell de porcellana, ebonita o un altre aïllant, el qual entra a rosca a l'exterior de la rosca Edison i subjecta i fixa el cos del portalàmpades.
Per làmpades de 2.000 bugies o més, cal preveure una construcció que permeti una ventilació enèrgica. Són de majors dimensions que les ordinàries. Quan la tensió és elevada, o les circumstàncies de el local on es fa la instal·lació ho exigeixin, es procurarà que el portalàmpades sigui aïllant i convenientment protegit.

## Construcció i materials
La construcció d'un endoll de portalàmpades defineix i limita l'ús previst. L'aïllament ceràmic pot suportar temperatures de funcionament considerablement més altes que la baquelita o altres plàstics. Els components elèctrics i els cables han d'estar dissenyats per transportar el corrent previst més un factor de seguretat.
La superfície de contacte, el gruix i la conductivitat del metall, els mètodes de connexió i la temperatura màxima de funcionament s'han de tenir en compte en el disseny d'un nou endoll. A més, s'han de tenir en compte factors mecànics com la forma de la presa de corrent, el muntatge i la fixació de l'aparell, el suport de la làmpada, la facilitat de re-il·luminació i el cost total de fabricació. Els endolls dissenyats per a ús domèstic i industrial tenen molta més marge de disseny que els que s'utilitzen en aplicacions de precisió.
El portalàmpades ha d'estar situat prou lluny del filament perquè els metalls amb el punt de fusió més baix es mantinguin sòlids. Històricament, aquest metall era una soldadura d' estany / plom el punt de fusió de la mateixa fins a 180 ° C (356 ° F). A causa dels canvis tèrmics de la temperatura ambient a la temperatura de funcionament completa, el disseny d'un sòcol ha de permetre una expansió i contracció. Els elements de molla són necessaris per adaptar-se a aquests canvis dimensionals. No obstant això, la temperatura a la qual un metall perd la molla és molt inferior al punt de fusió. És per això que es poden restaurar alguns endolls antics que ja no funcionen aixecant lleugerament la molla base.
Les falles del portalàmpades solen ser causades per abús mecànic o per sobreescalfament. És més probable que un endoll amb un interruptor incorporat falli en un ús normal a mesura que es desgasten les parts de l'interruptor. Les falles d'aïllament solen ser causades per impactes o per dificultats per inserir o treure una làmpada. Els endolls que s'utilitzen a l'exterior o en zones humides solen patir corrosió que pot fer que la làmpada “s'enganxi” al sòcol i els intents de canviar-la poden provocar el trencament de la llum o del portalàmpades. La corrosió no només es produeix mediambientalment, sinó que pot ser el resultat del corrent que flueix a través de les peces quan hi ha una resistència apreciable entre les parts. Els accessoris en aquests entorns poden requerir juntes o altres mètodes d'impermeabilització per evitar l'acumulació d'humitat a la zona de la presa.

## Tipus Edison
Article detallat: Rosca Edison
- E10 Miniature (llum de llanterna)
- Mini canelobres E11
- Candelabres E12
- E14 europeu
- E17 Intermèdia
- E26 mitjà

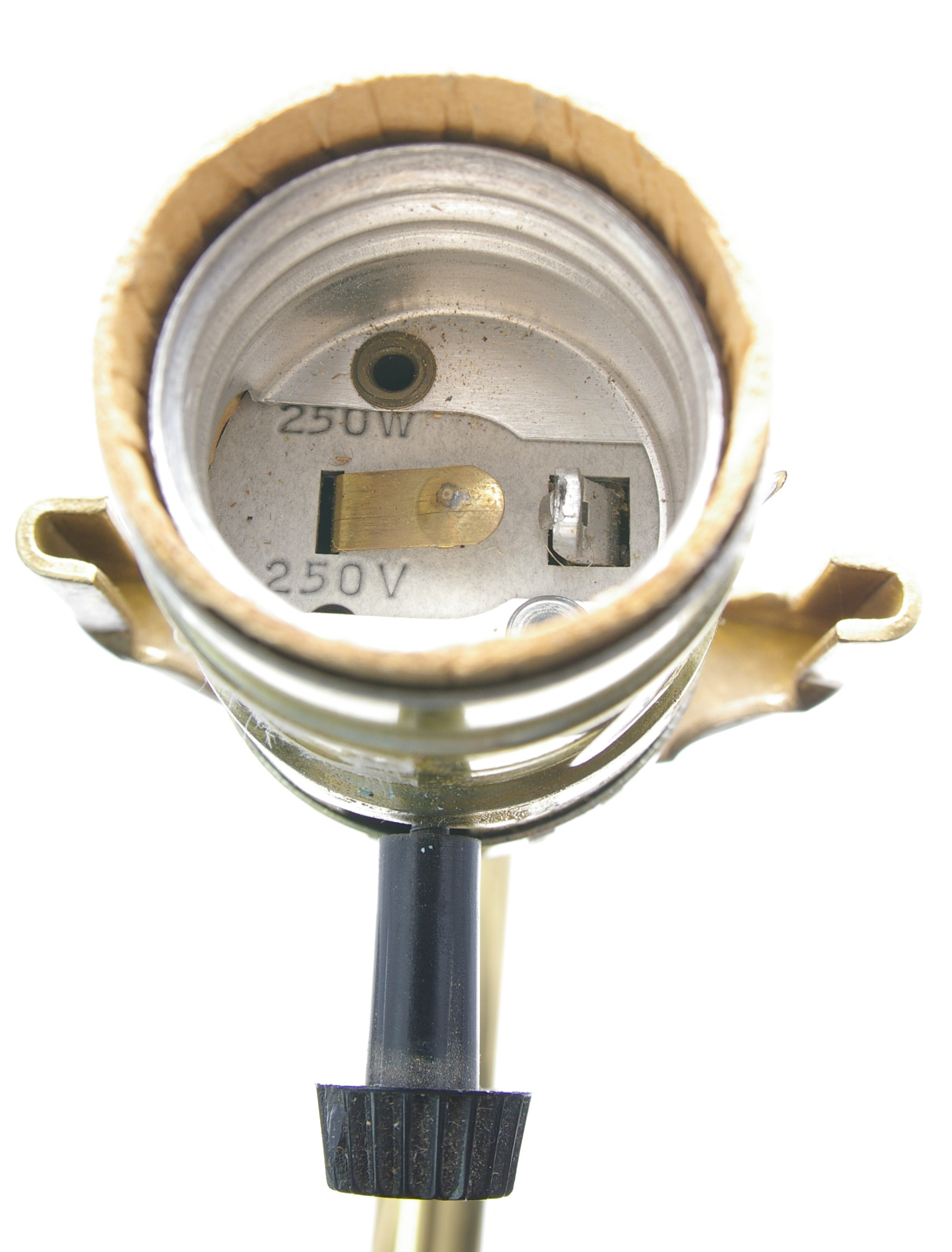
Portalàmpades tipus Edison

- E26D Tres vies mitjanes (endoll modificat amb contacte anular addicional per a làmpades de 3 vies)
- E27 Mitjà
- E39 Mogul
- E39D Mogul de tres vies (endoll modificat amb contacte anular addicional per a làmpades de 3 vies)
- E40 Mogul
- Vorejat (PAR-38)

La bombeta que s'utilitza habitualment des de principis del segle XX per a aplicacions d'il·luminació d'ús general, amb forma de pera i base de cargol Edison, s'anomena " bombeta de la sèrie A ". Aquest tipus de bombeta per a usos generals més comú es classificaria com a "A19 / E26" o la versió mètrica "A60 / E27".

## Tipus baioneta

Un acoblament en baioneta

Article detallat: Portalàmpades baioneta
- Baioneta en miniatura BA9s
- Baioneta de contacte únic BA15s
- BA15d Baioneta de doble contacte
- Bayonet DC Bayonet indexat
- Bayonet de doble contacte Bay22
- Candelabres de baioneta amb coll prefocalitzat
- P28s Prefoc mitjà
- P40s Mogul prefocus

## Tipus de làmpades fluorescents
Tub lineal fluorescent bombetes de llum es mesuren en ¹ / ₈ de polzades. Així que un fluorescent T12 és 12 / ₈ de polzada de diàmetre o 12 / ₈ = 1,50 "
- T4 - 4/8 o 0,500 in (12,7 mm) de diàmetre
- T5 - 5/8 o 0,625 polzades (15,875 mm) de diàmetre
- T8 - 8/8 o 1,00 polzades (25,4 mm) de diàmetre
- T10 - 10/8 o 1,25 polzades (31,75 mm) de diàmetre
- T12 - 12/8 o 1,5 in (38,1 mm) de diàmetre

## Tipus de làmpades
| Abreviatura  | Terme (detall) |
| ------------ | --- |
| Cand         | Candelabres |
| DCB          | Candelabres de baioneta de doble contacte                                                                                      |
| DC Pf        | Candelabres prefocus de doble contacte                                                                                         |
| EMEP         | Contacte de la virola de la punta del mogul estès                                                                              |
| F            | Contacte de ferrula |
| Mc           | Minican |
| Med          | Mitjà |
| Med Bp       | Bipost mitjà |
| Med Pf       | Prefoc mitjà |
| Med Skt      | Faldilla mitjana |
| Med 2P       | Mitjana de dos pins |
| Eurodiputada | Punt final del magnat |
| Mog          | Mogul |
| Mog Bp       | Mogul bipost |
| Mog Pf       | Prefoc Mogul |
| SENYORA      | Cargol en miniatura (amb espatlla de referència)                                                                               |
| MSP          | Pica lateral mitjana |
| G38 Bp       | G38 magnat bipost |
| R7S          | També coneguda com a llum halògena de doble extrem. S'utilitza principalment amb làmpades halògenes lineals de 118 mm o 78 mm. |
| RSC recte    | Rectangular encastat amb un sol contacte                                                                                       |
| RM2P         | Muntar la vora amb dos passadors                                                                                               |
| RSC          | Contacte únic encastat |
| S            | Màniga metàl·lica |
| SC Bay       | Baioneta d'un sol contacte |
| SC Pf        | Prefoc d'un sol contacte |
| SFc 10-4     | Màniga amb passador roscat |
| SFc 15, 5-6  | Màniga amb passador roscat |
| ST           | Terminal de cargol |
| TB2P         | TruBeam de dos pins |
| Tf           | Trufocus (també de quatre pins)                                                                                                |
| TLMS         | Cargol en miniatura Tru-Loc |
| 2B           | Botó de dos |
| 2PÀG         | Dos passadors de vidre |
| 2PAGC        | Vidre de dues clavilles amb tapa de ceràmica                                                                                   |
| 14:00        | Miniatura de dos pins |
| 2PP          | Preenfocament de dos pins |
| 3P           | Tres puntes |

Alguns dels estils de base anteriors ara estan obsolets. La tendència de les darreres dècades ha estat dissenyar bases més noves per reduir els residus de matèries primeres i simplificar el procés de substitució.

## Normes
Les normes dels endolls dels làmpades dels Estats Units són publicades per ANSI i desenvolupades per NEMA, generalment estan harmonitzades amb les normes IEC pertinents i inclouen: 
- ANSI_IEC C78.81, Estàndard nacional nord-americà per a làmpades elèctriques: làmpades fluorescents dobles: característiques dimensionals i elèctriques
- ANSI_IEC C81.61, Norma per a bases de làmpades elèctriques - Especificacions per a bases (taps) per a làmpades elèctriques .
- ANSI_IEC C81.62, Estàndard nacional nord-americà per a portalàmpades elèctriques
- El número estàndard ANSI C81.64, titulat Directrius i informació general per a bases de làmpades elèctriques, portalàmpades i indicadors i descriu les dimensions i toleràncies de les preses de llum estàndard.
- ANSI_IEC C81.63, Estàndard nacional nord-americà per a indicadors per a bases de làmpades i portalàmpades elèctriques
- ANSI C81.64, Estàndard nacional nord-americà per a directrius i informació general sobre bases de làmpades, portalàmpades i indicadors elèctrics
- IEC 60061-4, Taps i suports de làmpades juntament amb indicadors per al control de la intercanviabilitat i la seguretat Part 4: Directrius i informació general